# Phare d'Eastern Point
Le phare de Eastern Point (en anglais : Eastern Point Light) est un phare actif situé sur le Cap Ann près de Gloucester dans le comté d'Essex (État du Massachusetts).
Il est inscrit au Registre national des lieux historiques depuis le 30 septembre 1987.

## Histoire
Le phare avait été prévu à l'origine en 1829 et n'a été érigé qu'en 1832 du côté est de l'entrée du port de Gloucester. Il a été mis en service le 1er janvier 1832. La tour a été reconstruite en 1848 et à nouveau en 1890.
La tour actuelle tour se trouve attachée à un quartier de gardien de deux étages, construit en 1879. Sa lentille de Fresnel d'origine de quatrième ordre est exposée au Cape Ann Museum de Gloucester. L'ancienne cloche de brouillard est exposée sur le terrain.
En 1880, le phare était occupé par le peintre paysagiste américain Winslow Homer. Il a été automatisé en septembre 1985 et il est fermé au public.

## Description
Le phare  est une tour cylindrique en brique, avec une galerie et une lanterne de 11 m de haut. La tour est peinte en blanc et la lanterne est noire. Il émet, à une hauteur focale de 18 m, un bref éclat blanc de 0,5 seconde par période de 5 secondes. Sa portée est de 20 milles nautiques.

## Caractéristiques dufeu maritime
Fréquence : 5 secondes (W)
- Lumière : 0,5 seconde
- Obscurité : 4,5 secondes

Identifiant : ARLHS : USA-263 ; USCG : 1-0330 - Amirauté : J0280 .
|          |
| Le phare |

|          |
| Le phare |

### Lien connexe
- Liste des phares du Massachusetts